# Sacile
Sacile is een gemeente in de Italiaanse provincie Pordenone (regio Friuli-Venezia Giulia) en telt 19.837 inwoners (31-12-2015). De oppervlakte bedraagt 32,7 km², de bevolkingsdichtheid is 606 inwoners per km².
De volgende frazioni maken deel uit van de gemeente: Camolli, Cavolano, Cornadella, Ronche, San Giovanni di Livenza, San Giovanni del Tempio, San Michele, San Odorico, Schiavoi, Topaligo, Villorba, Vistorta.

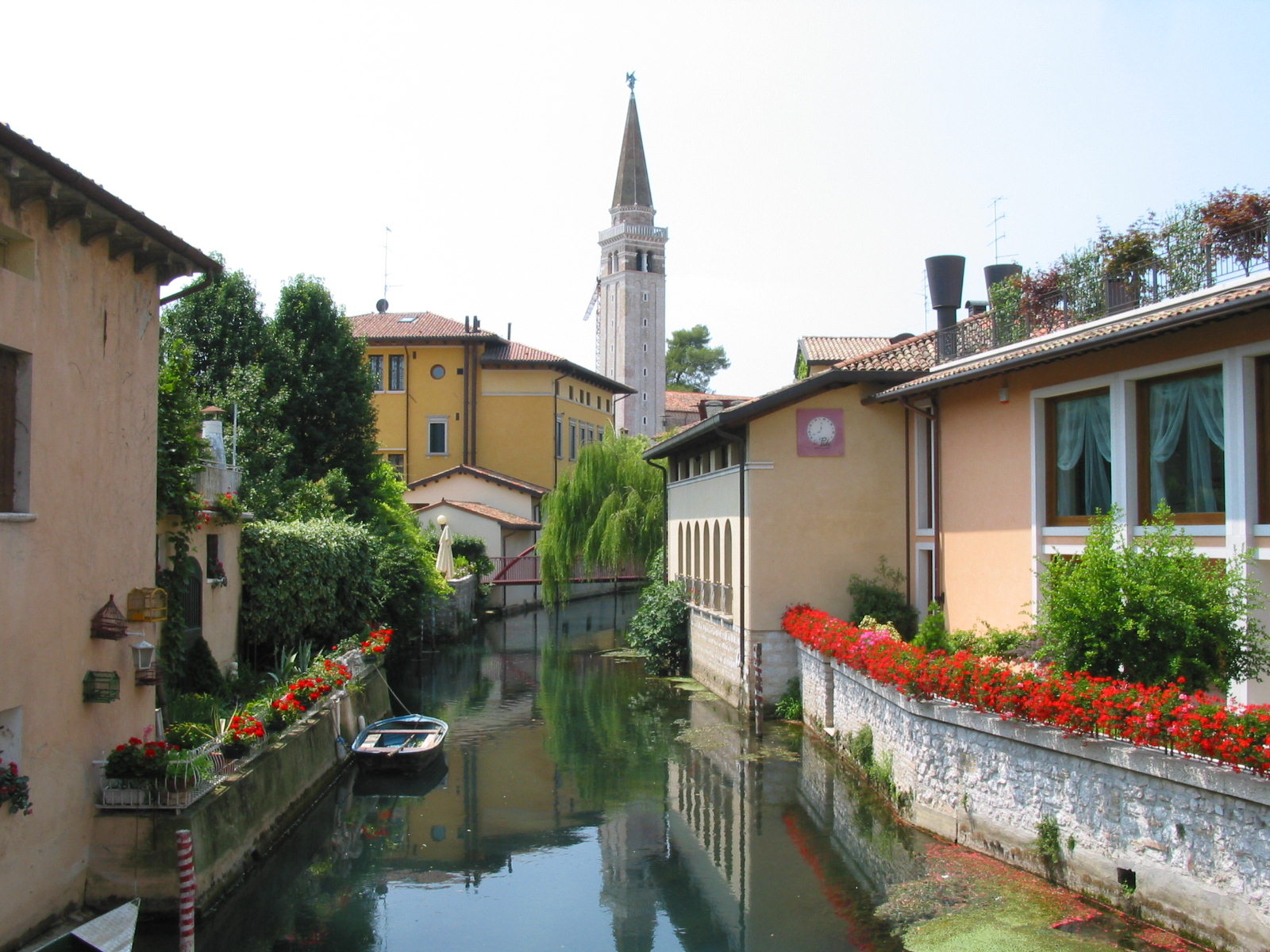
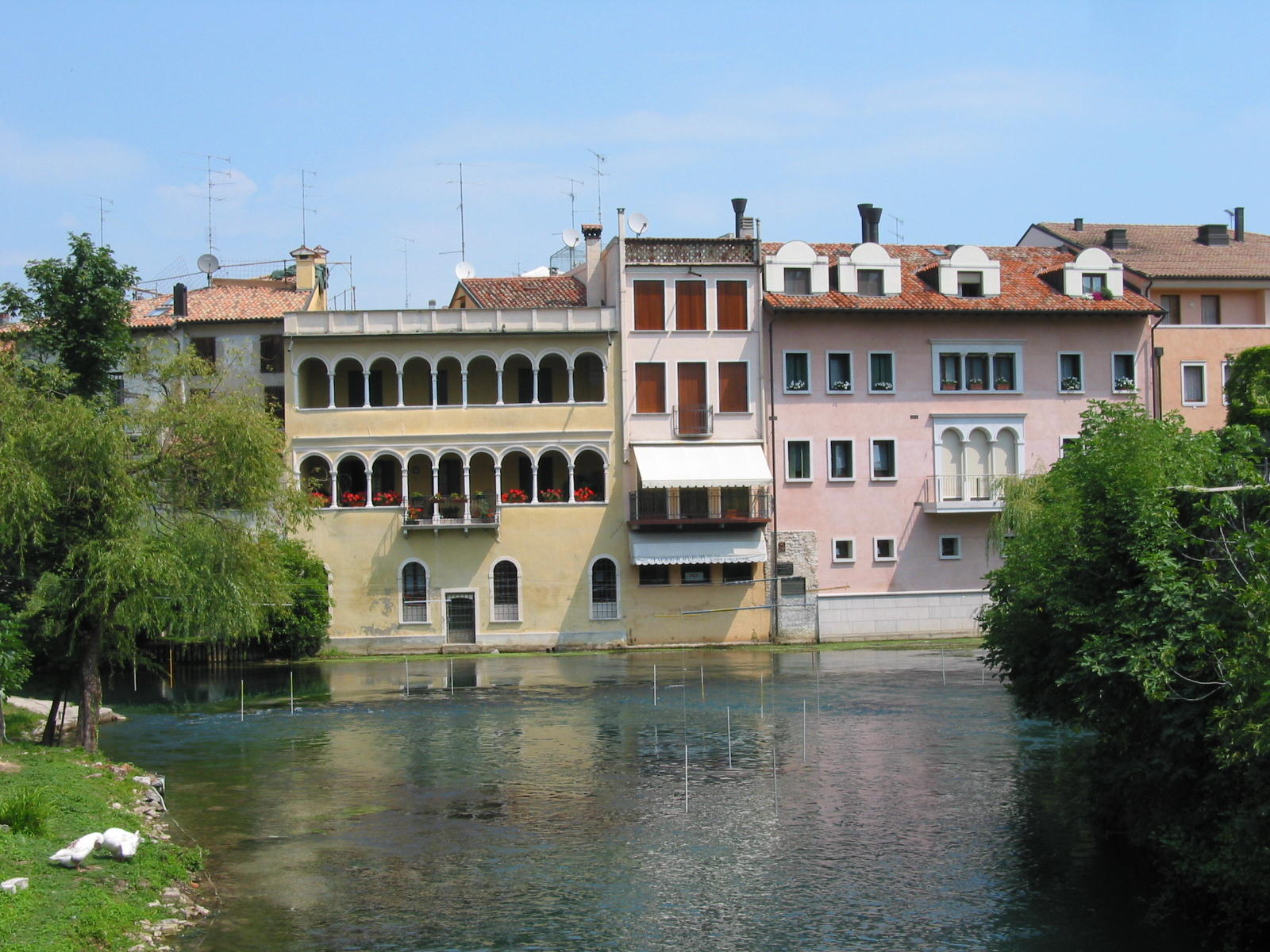

## Demografie
Sacile telt ongeveer 7708 huishoudens. Het aantal inwoners steeg in de periode 1991-2001 met 8,7% volgens cijfers uit de tienjaarlijkse volkstellingen van ISTAT.
| Jaar | Inwoneraantal |
| ---- | ------------- |
| 1991 | 16.759        |
| 2001 | 18.215        |
| 2015 | 19.837        |

## Geografie
De gemeente ligt op ongeveer 16 meter boven zeeniveau.
Sacile grenst aan de volgende gemeenten: Brugnera, Caneva, Cordignano (TV), Fontanafredda, Gaiarine (TV).

## Geboren in Sacile
- Giovanni Micheletto (1889-1958), wielrenner
- Ferruccio Furlanetto (1949), bas
- Denis Zanette (1970-2003), wielrenner
- Enrico Gasparotto (1982), wielrenner